# Квадриґа (теологія)
Квадри́ґа (лат. Quadriga) — середньовічний метод інтерпретації Святого Письма, який передбачав виділення в тексті Біблії чотирьох смислів: дослівного, а також трьох духовних — переносного (або алегоричного), анаґоґічного та тропологічного. Стосунок між цими чотирма сенсами часто підсумовували рядками із домініканця ХІІІ сторіччя Авґустина Данського:
Littera gesta docet; quid credas allegoria,
Moralis quid agas; quo tendis, anagogia (лат.).
(Літера розповідає історію; алегорія вчить, у що вірити;
Мораль каже, як діяти; на що надіятися — анаґоґія.)
Таким чином, із «вищих», або духовних, сенсів алегоричний стосувався вірувань. Вважалося, що через його посередництво у Біблії викладено, в що повинен вірити справжній християнин. Анаґоґічний сенс повчав надіятися, а тропологічний задавав норми моральної поведінки.
Труднощі, пов'язані із стилістичною неоднорідністю у Старому й Новому Заповітах, були відомі з часів Климента Александрійського та Ориґена. Саме в цей час було введене розрізнення «дослівного» й «недослівного» (котрий попервах означав тільки трішки «недослівний») смислів Письма, виринувши на поверхню як вагома проблема в часи аріанської суперечки IV століття, коли апеляція до тексту Письма мала розв'язати критичну ідеологічну й організаційну проблему для ранньохристиянської церкви. Проте думку про наявність багатьох вищих («недослівних») сенсів у Письмі висловив Авґустин Блаженний. Саме від нього ця ідея була успадкована середньовічними богословами, в руках яких вона викристалізувалася в герменевтичний конструкт «чотирискладникового смислу Письма», тобто Квадриґу.
Широкі можливості для довільної інтерпретації Письма за допомоги такого туманного методу, а відтак для формулювання інституційного виклику авторитету середньовічної церкви, змушували церковних богословів шукати способів обмежити можливості для довільності і відхилення за межі офіційного вчення церкви. Зокрема, щоб запобігти виродженню цієї герменевтичної схеми, вони наполягали на приматі дослівного сенсу: не можна нічому вірити на підставі лиш одного з трьох духовних сенсів, якщо воно спершу не було встановлене на основі дослівного сенсу. Ця герменевтична схема, по суті, призначалася передусім для того, щоб дати змогу гармонізувати за інших умов туманні або явно несполучні фрагменти Письма із тими, значення яких було яснішим.

## Дивись також
Чотири змісти Писання
De doctrina Christiana (А.Августин)